# 橋本道場 負けて勝つ!
『橋本道場 負けて勝つ!』（はしもとどうじょう まけてかつ）は、2016年8月10日よりポニーキャニオン配信サービス「ぽにちゃん」で配信されていた将棋対局バラエティー番組。

## 概要
将棋棋士・橋本崇載の冠番組。“カメラを意識しすぎる棋士”、“金髪パンチパーマでNHK杯に出場する棋士”、“大会準決勝でまさかの二歩負け”など敗北と失敗から学んできた棋士として、ジャンルやフィールドを問わない相手と変則ルールの異種将棋対局を行う。敗者は勝者が希望するプレゼントを贈呈しなければならず、希望報酬は対局前に発表する。
なおアマチュアとプロという対局から変則ルールでは「10手ごとに〇〇」、「橋本が〇〇すると駒を失う」など橋本には肉体、精神的に揺さぶりをかけられるハンデが与えられるほか、将棋未経験者にはイヤホンで将棋経験スタッフから指し手が指導されている。このほか流れによっては解説役の神吉宏充から直接指し手のヒントが与えられる場合もある。

## レギュラー出演
- 橋本崇載
- 神吉宏充（解説）
- 清水あいり（聞き手）[3]

## 配信日程
| 配信回 | 配信日         | サブタイトル                              | 対局者       | 配信時間 | 備考                                                                            |
| ------ | -------------- | ----------------------------------------- | ------------ | -------- | ------------------------------------------------------------------------------- |
| 1      | 2016年 8月10日 | 第1話 刺客・今野杏南 Part 1               | 今野杏南     | 17分     | 特別ルール：書き下ろしの恋愛官能小説朗読 胸の谷間を見ると1駒没収 水曜日先行配信 |
| 2      | 8月13日        | 第1話 刺客・今野杏南 Part 2               | 今野杏南     | 8分20秒  |                                                                                 |
| 3      | 8月18日        | 第2話 刺客・今野杏南 Part 1               | 今野杏南     | 14分     | 木曜日先行2話同時配信                                                           |
| 4      | 8月18日        | 第2話 刺客・今野杏南 Part 2               | 今野杏南     | 11分     | 木曜日先行2話同時配信                                                           |
| 5      | 8月27日        | 第3話 刺客・男色ディーノ Part 1           | 男色ディーノ | 15分     | 特別ルール：10手ごとにプロレス技                                                |
| 6      | 9月3日         | 第3話 刺客・男色ディーノ Part 2           | 男色ディーノ | 10分     |                                                                                 |
| 7      | 9月17日        | 第4話 刺客・男色ディーノ Part 1           | 男色ディーノ | 13分     |                                                                                 |
| 8      | 9月24日        | 第4話 刺客・男色ディーノ Part 2           | 男色ディーノ | 12分     |                                                                                 |
| 9      | 10月1日        | 第5話 刺客・下田美咲 with コール隊 Part 1 | 下田美咲     | 11分     | 特別ルール：下田が出した酒は飲み干す 酔った粗相は1駒没収                        |
| 10     | 10月9日        | 第5話 刺客・下田美咲 with コール隊 Part 2 | 下田美咲     | 14分     | 日曜日3話同時配信                                                               |
| 11     | 10月9日        | 第6話 刺客・佐藤かよ Part 1               | 佐藤かよ     | 23分     | 特別ルール：デレデレすると1駒没収 日曜日3話同時配信                             |
| 12     | 10月9日        | 第6話 刺客・佐藤かよ Part 2               | 佐藤かよ     | 11分     | 日曜日3話同時配信                                                               |
| 13     | 10月15日       | 第7話 刺客・佐藤かよ Part 2               | 佐藤かよ     | 21分     |                                                                                 |
| 14     | 10月22日       | 第7話 刺客・佐藤かよ Part 2               | 佐藤かよ     | 13分     |                                                                                 |
| 15     | 10月29日       | 第8話 刺客・Pottya Part１                 | Pottya       | 11分     | 特別ルール：出された料理を完食しなければ次の一手に進めない                      |
| 16     | 11月5日        | 第8話 刺客・Pottya Part2                  | Pottya       | 14分     | 2話同時配信                                                                     |
| 17     | 11月5日        | 第9話 刺客・岡本信彦 Part1                | 岡本信彦     | 16分     | 特別ルール：指定した場所に駒を指すとお題を演じなければならない 2話同時配信      |
| 18     | 11月12日       | 第9話 刺客・岡本信彦 Part2                | 岡本信彦     | 9分      |                                                                                 |
| 19     | 11月19日       | 第10話 刺客・岡本信彦 Part1               | 岡本信彦     | 11分     |                                                                                 |
| 20     | 11月26日       | 第10話 刺客・岡本信彦 Part2               | 岡本信彦     | 14分     |                                                                                 |

## スタッフ
- 制作：ポニーキャニオン